# Charaxes variata
Charaxes variata är en fjärilsart som beskrevs av Van Someren 1969. Charaxes variata ingår i släktet Charaxes och familjen praktfjärilar. Inga underarter finns listade i Catalogue of Life.